# Oktoberfest de Algarrobo
La Oktoberfest de Algarrobo es una fiesta celebrada en Algarrobo (Málaga) España.
Se trata de una fiesta pensada para promover la cultura alemana en la Costa del Sol. En ella se dan a conocer especialidades culinarias de la zona sur de Alemania como weisswurst, chucrut, scheweinebraten y knödel además de la típica cerveza. 
También hay conciertos ofrecidos por coros alemanes que cantan canciones folklóricas alemanas en alemán, inglés y español, y desfiles de trajes típicos teutones.